# Port lotniczy Futuna
Port lotniczy Futuna (IATA: FTA, ICAO: NVVF) – port lotniczy położony na wyspie Futuna (Vanuatu).